# Biocibernética
La biocibernética es otro esquema de denominación (el propio término "cibernética" se originó como reflejo del funcionamiento de los sistemas biológicos) utilizado en la cibernética como descripción de la ciencia biológica entendida en términos tecnológicos, que comprende disciplinas biológicas que se benefician de la aplicación de la cibernética, incluyendo la neurología y los sistemas multicelulares. La biocibernética desempeña un papel importante en la biología de sistemas, ya que trata de integrar diferentes niveles de información para comprender el funcionamiento de los sistemas biológicos.
La biocibernética es una ciencia abstracta y es una parte fundamental de la biología teórica, basada en los principios de la sistémica.

## Terminología
La biocibernética es una palabra combinada de bio (griego: βίο / vida) y cibernética (griego: κυβερνητική / control-gobierno). Aunque la forma extendida de la palabra es cibernética biológica, el campo se denomina más comúnmente biocibernética en los artículos científicos. La bioinformática también puede denominarse correctamente bioinformática.

## Primeros defensores
Entre los primeros defensores de la biocibernética se encuentran Ross Ashby, Hans Drischel y Norbert Wiener, entre otros. A continuación se enumeran los artículos más populares publicados por cada científico.
- Ross Ashby, "Introduction to Cybernetics", 1956[1]
- Hans Drischel, "Einführung in die Biokybernetik." 1972[2]
- Norbert Wiener, "Cybernetics or Control and Communication in the Animal and the Machine", 1948[3]

## Campos similares
Los trabajos e investigaciones que profundizan en temas relacionados con la biocibernética pueden encontrarse bajo una multitud de nombres similares, como cibernética molecular, neurocibernética y cibernética celular. Estos campos implican disciplinas que especifican ciertos aspectos del estudio del organismo vivo (por ejemplo, la neurocibernética se centra en el estudio de los modelos neurológicos en los organismos).

## Categorías
- Biocibernética - el estudio de todo un organismo vivo
- Neurocibernética - cibernética que se ocupa de los modelos neurológicos. (La psicocibernética era el título de un libro de autoayuda, y no es una disciplina científica)
- Cibernética molecular: cibernética que se ocupa de los sistemas moleculares (por ejemplo, la cibernética de la biología molecular).
- Cibernética celular: cibernética que se ocupa de los sistemas celulares (por ejemplo, tecnología de la información/teléfonos celulares o células biológicas)
- Cibernética evolutiva: estudio de la evolución de los sistemas informativos (véase también programación evolutiva, algoritmo evolutivo)